# Núba

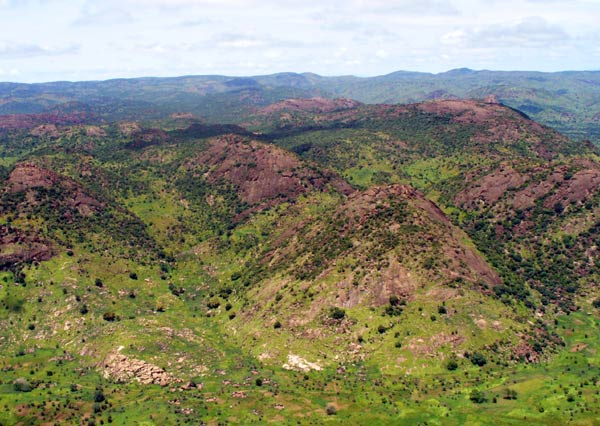
Fotografie z pohoří Núba

Núba je pohoří v Africe ležící na území Jižního Kordofánu, tedy v současnosti patřící k Súdánu, ovšem se silnými tendencemi k připojení k Jižnímu Súdánu. Jeho rozloha je 65 kilometrů šířky na 90 kilometrů délky a vrcholky jsou až zhruba o 900 metrů výše než okolní roviny. Prší zde poměrně málo, méně než 800 mm průměrně za rok, ale i tak je zde zeleněji než v okolí. Není zde v podstatě žádná silniční infrastruktura, jen prastaré pěší stezky.